# 페니 크라이고어
페니 크라이고어(ペニー・クライゴア, Penny Crygor), 간단히 페니(ペニー, Penny)는 닌텐도의 비디오 게임 시리즈 《메이드 인 와리오》의 등장인물이다.

## 소개
Dr. 크라이고어의 손주로, 발명을 좋아하는 햇병아리 과학자다. 노래하는 것을 매우 좋아하며, 아이돌 가수를 꿈꾸고 있다.